# Zou Wanhao
Zou Wanhao (chiń. upr. 邹万豪; ur. 29 marca 1998) – chiński zapaśnik walczący w stylu wolnym. Olimpijczyk z Paryża 2024, gdzie zajął dziesiąte miejsce w kategorii 57 kg.
Piaty na mistrzostwach świata w 2022. Brązowy medalista mistrzostw Azji w 2025; piąty w 2023. Trzeci na MŚ U-23 w 2018 roku.